# Musculus coracobrachialis
Der Musculus coracobrachialis (lat. für „Hakenarmmuskel“ oder „Rabenschnabeloberarmmuskel“) ist einer der Skelettmuskeln des Oberarms. Er entspringt gemeinsam mit dem kurzen Kopf des Musculus biceps brachii und ist in seinem proximalen Teil mit ihm verwachsen. Er setzt an der Innenseite des Humerus, distal von der Crista tuberculi minoris, an.
Durch den Muskel tritt der Nervus musculocutaneus. Bei erhobenem Arm wird der Muskel durch die Haut sichtbar und führt an seiner Innenseite die Gefäß-Nerven-Straße des Oberarms.

## Funktion
Die Hauptfunktion des Musculus coracobrachialis ist die Fixierung des Oberarmknochens in der Schultergelenkpfanne. Seine weiteren Funktionen sind Adduktion (zum Körper ziehen), Anteversion (nach vorne ziehen) und Innenrotation des Armes.